# Östersundom
Östersundom (anciennement Itäsalmi) est un quartier d'Helsinki en Finlande. C'est aussi le nom d'un district et d'un superdistrict d'Helsinki.

## Description

### Quartier de Östersundom
Le quartier de Östersundom (en finnois : Östersundomin kaupunginosa) a une superficie de 7,50 km2, sa population s'élève à 548 habitants(au 1er janvier 2010).

### District de Östersundom
Le district de Östersundom (en finnois : Östersundomin peruspiiri) a une superficie de 26,090 km2, sa population s'élève à 2 113 habitants(au 1er janvier 2010).

## Superdistrict Östersundom
Le Superdistrict de Östersundom (en finnois : Östersundomin suurpiiri, en français : Superdistrict Östersundom) est le superdistrict numéro 7 du Nord-Ouest d'Helsinki.

## Galerie

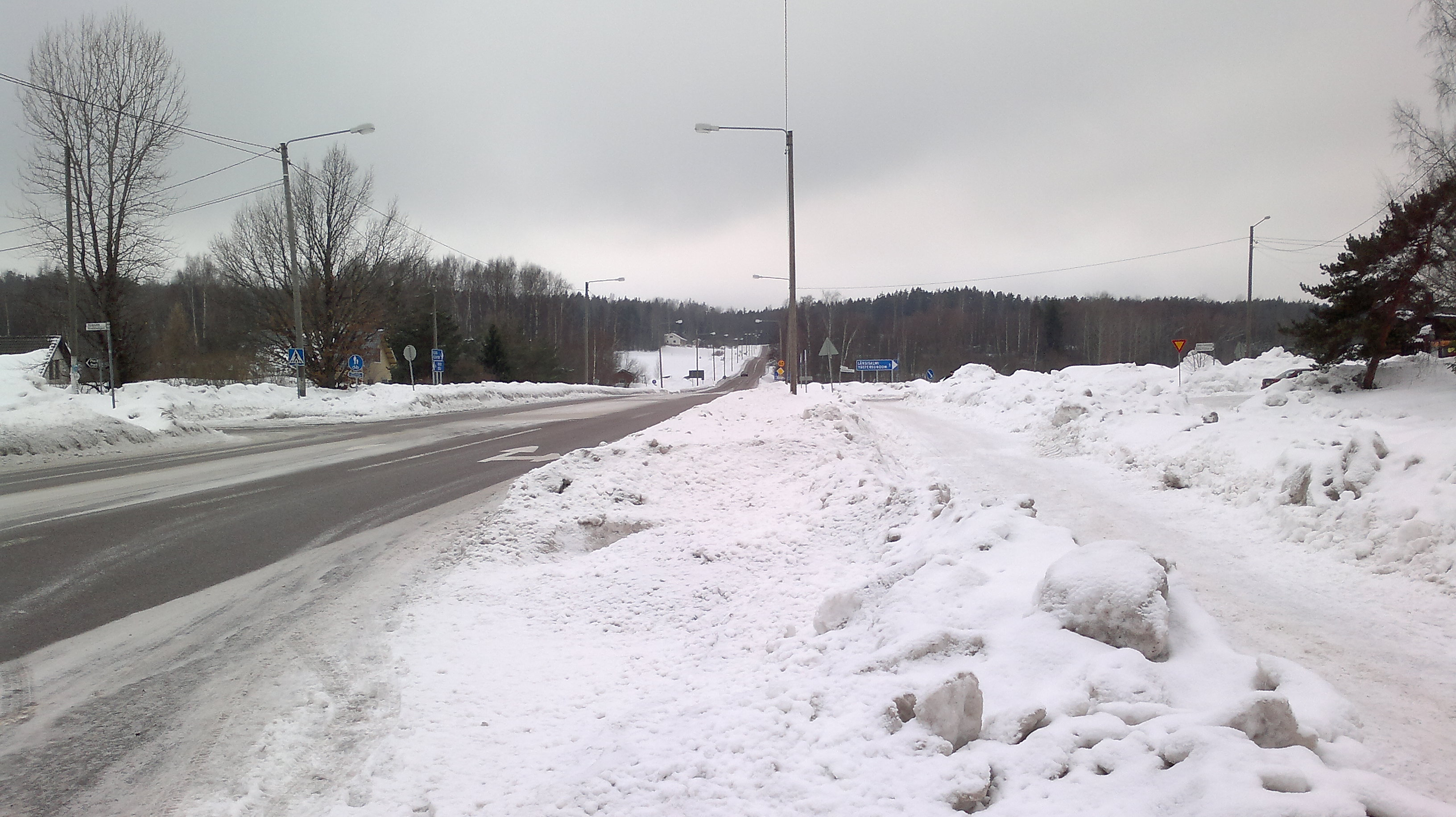
Nouvelle route de Porvoo (partie de la Seututie 170) à Östersundom.
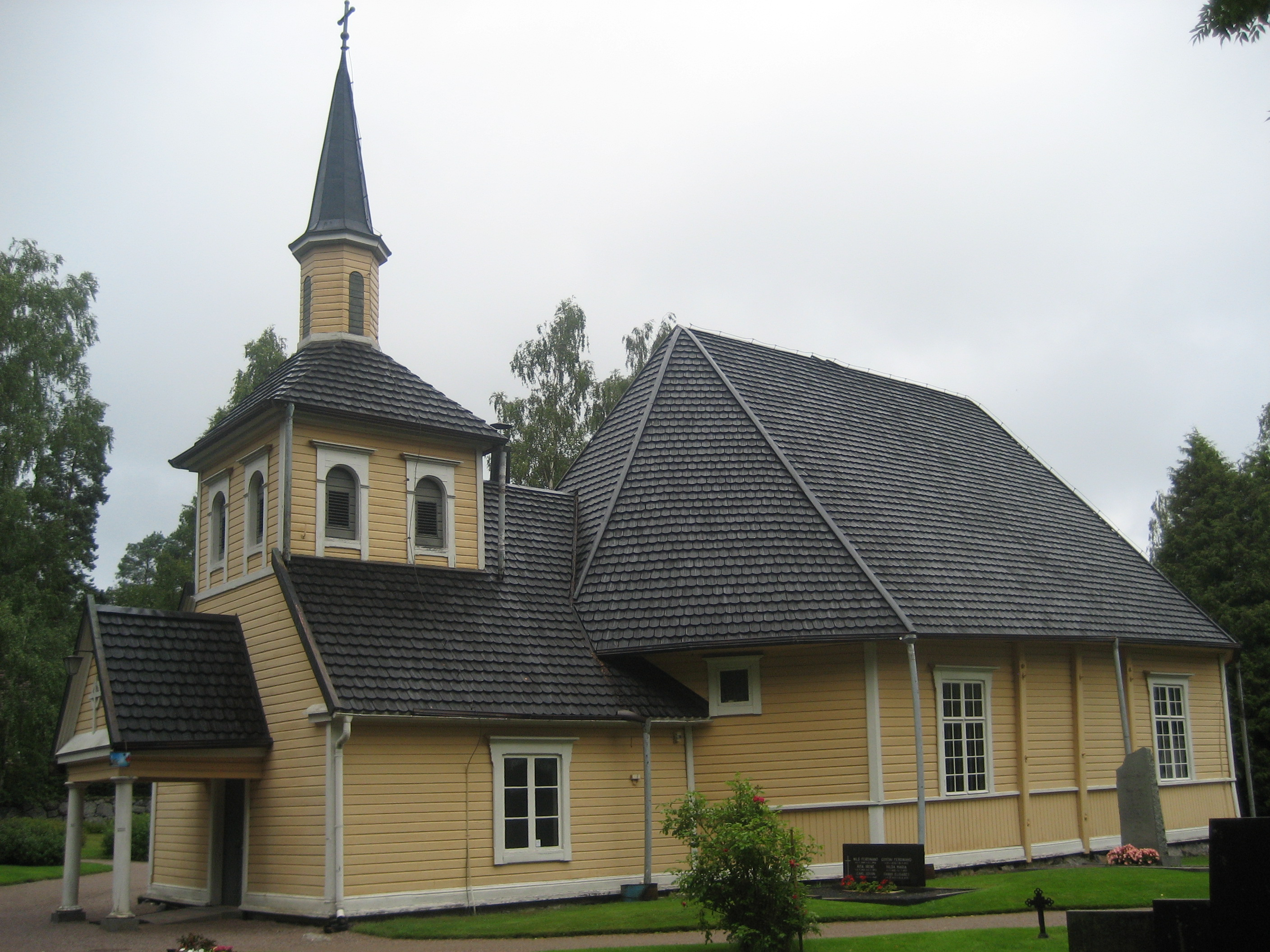
Église de Östersundom, 2009.
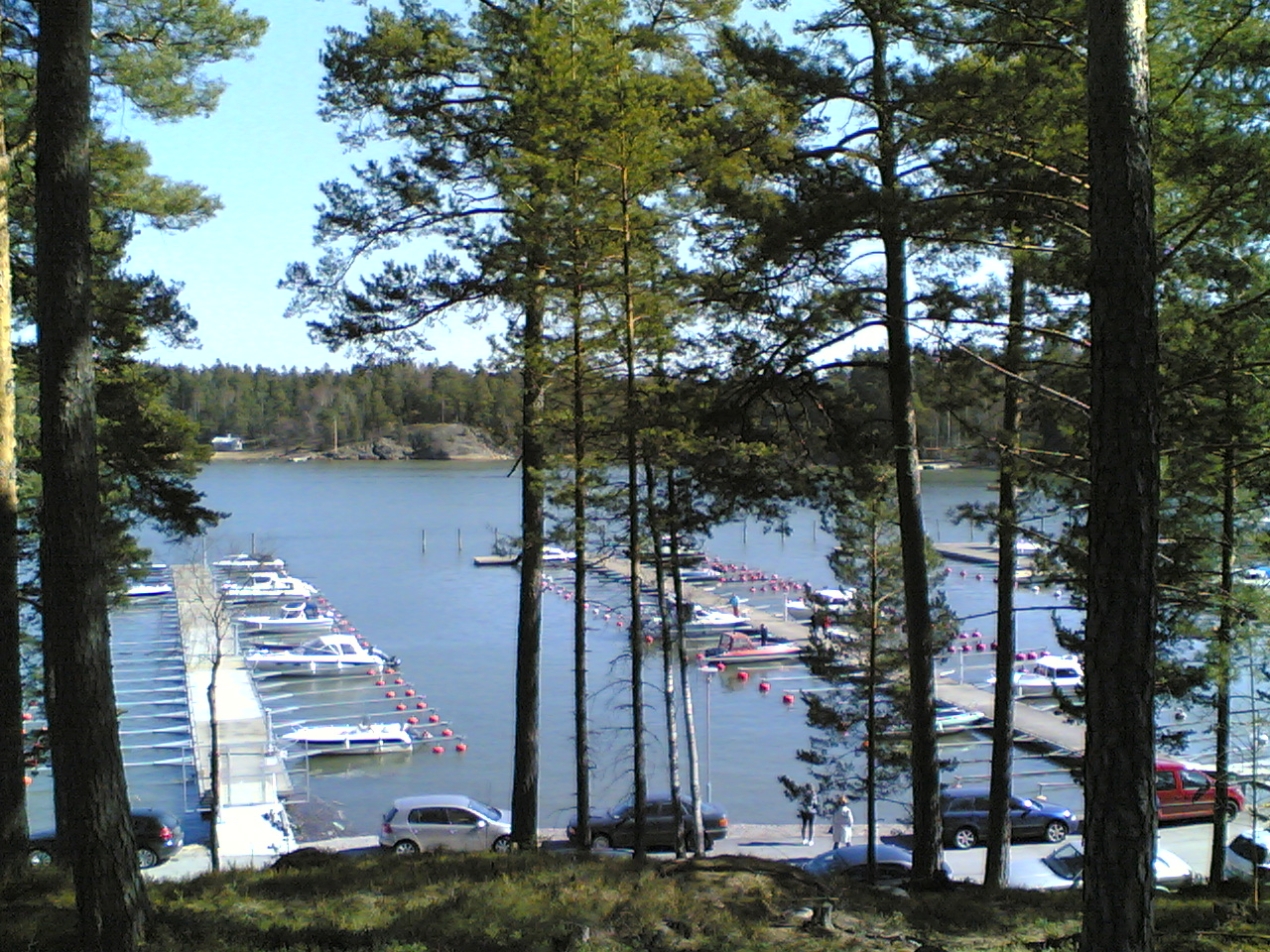
Karhusaari.